# 宣傳噱頭
在市场营销中，宣传噱头是一种有计划的活动，旨在吸引公众对活动组织者或活動的注意。宣传噱头可以由专业人士组织，也可以由业余人士策划。这类活动经常被广告商以及包括运动员和政治家在内的名人所利用。